# 清州サービスエリア
清州サービスエリア（チョンジュサービスエリア）は忠清北道清原郡の京釜高速道路上(ソウル方面のみ）にあるサービスエリア。かつては玉山サービスエリアと呼ばれていたが、？年に現在の名前になった。高速道路管理公団が経営している。

## 道路
- 京釜高速道路

## 施設
- 食堂（朝鮮料理、西洋料理、中華料理）
- うどん専門店
- 軽食
- アロマハーブ専門店
- コンビニエンスストア
- 屋台
- ネットカフェ
- ガソリンスタンド
  - GSカルテックス製油（LPG充填所併設）
- 駐車場

## 隣
清州IC - 清原SA - 木川IC